# Мурсалимов, Яхия Хамидуллеевич
Яхия Хамидуллеевич Мурсалимов (род. 1 мая 1953, село Карагузино, Саракташский район, Оренбургская область, РСФСР, СССР) — российский серийный убийца и грабитель, совершивший не менее 13 убийств на территории Оренбургской области и республики Башкортостан в период с марта 1998 по апрель 1999 года. В качестве жертв Мурсалимов выбирал пожилых женщин, которые в силу своего возраста подвержены большой виктимности. В 1999 году Яхия Мурсалимов был признан виновным по всем пунктам обвинения и получил в качестве уголовного наказания пожизненное лишение свободы.

## Биография

### Жизнь до убийств
Яхия Мурсалимов родился 1 мая 1953 года в селе Карагузино Саракташского района Оренбургской области. Окончив школу, в начале 1970-х Яхия был призван в Советскую армию. Отслужив в армии, Мурсалимов вернулся в родное село, но вскоре переехал в Оренбург, где женился и устроился водителем во вневедомственную охрану РОВД Дзержинского района Оренбурга. За время службы Мурсалимов характеризовался положительно своими непосредственными руководителями и впоследствии получил звание сержанта. В конце 1980-х годов после выхода закона «О кооперации» и расцвета кооперативного движения, крышевание и рэкет которого приносило большие доходы, Мурсалимов начал много времени проводить в обществе лиц, ведущих криминальный образ жизни и увлекаться алкогольными напитками, вследствие чего был уволен из правоохранительных органов за появление на рабочем месте в состоянии алкогольного опьянения. Оставшись без работы, Мурсалимов пытался начать криминальную карьеру, но на этом поприще не добился успеха. В этот период он стал виновником ДТП, сбив человека на пешеходном переходе, после чего был осуждён. Выйдя на свободу в начале 1990-х годов, Мурсалимов продолжил криминальную карьеру. В середине 1990-х годов он дважды подвергался уголовной ответственности за совершение кражи и нападения на человека, сопряжённого с грабежом. В очередной раз Яхия Мурсалимов вышел на свободу в июле 1997 года, после чего вернулся в Оренбург, где некоторое время проживал со своей женой. По свидетельствам жены Мурсалимова, Яхия после освобождения из мест лишения свободы испытывал трудности с трудоустройством, вследствие чего постоянно пребывал в состоянии нервного напряжения, практически ежедневно употреблял алкогольные напитки и устраивал с ней скандалы. 8 марта 1998 года Мурсалимов в очередной раз поссорился с женой, после чего избил её, собрал вещи и ушёл из дома.

### Убийства
В совершении убийств Яхия Мурсалимов продемонстрировал выраженный ему образ действия. Ведя бродяжнический образ жизни, он постоянно перемещался по всей Оренбургской области и территории Башкортостана и никогда не ночевал дважды в одном месте. Первое убийство Мурсалимов совершил через несколько дней после ухода из дома в марте 1998 года на территории Оренбурга. Его жертвой стала 80-летняя Степанида Карасёва, к которой он попросился на ночлег. Пожилая женщина отказала Мурсалимову, после чего он совершил на неё нападение, в ходе которого нанёс ей 6 ударов лопатой по голове, которую обнаружил во дворе дома. От полученных ранений Степанида Карасёва скончалась. Через несколько дней, действуя тем же способом, он убил с помощью топора ещё одну пожилую жительницу Оренбурга, после чего похитил из её дома деньги и другие вещи, представляющие материальную ценность. 25 марта 1998 года Яхия Мурсалимов познакомился с Анастасией Товстухой. Как и в предыдущих случаях, он проник во двор её дома, попросив разрешения переночевать. Убедившись, что женщина проживает в доме одна, он совершил на неё нападение, в ходе которого нанёс ей 16 ножевых ранений, после чего обыскал дом, похитил деньги и скрылся. Всего на территории Оренбургской области он совершил 7 убийств. Жертвами Мурсалимова становились в основном женщины пожилого возраста, не способные оказать ни малейшего сопротивления. При совершении преступлений он не отличался предельной осторожностью, вследствие чего на многих местах совершения убийств сотрудниками правоохранительных органов были обнаружены его отпечатки пальцев. В конце 1998 года следователь по особо важным делам прокуратуры Оренбургской области Максим Сапожников объединил все уголовные дела и идентифицировал личность Яхии Мурсалимова по отпечаткам пальцев, после чего он был объявлен в розыск. Узнав об этом, Мурсалимов в конце 1998 года покинул территорию Оренбургской области и перебрался в Башкортостан, где, действуя по той же схеме, совершил ещё 6 жестоких убийств.

### Арест, следствие и суд
Яхия Мурсалимов был арестован 14 апреля 1999 года. В ходе допросов он отрицал свою причастность к совершению преступлений, но впоследствии признал свою вину. Судебно-медицинская экспертиза признала Мурсалимова вменяемым. На основании этого Верховный суд Башкирии 22 октября 1999 года признал Яхия Мурсалимова виновным по всем пунктам обвинения и назначил ему уголовное наказание в виде пожизненного лишения свободы.

### В заключении
После осуждения Мурсалимов был этапирован для отбытия наказания в исправительную колонию № 5 Управления Федеральной службы исполнения наказаний по Вологодской области, более известную как «Вологодский пятак». В середине 2000-х годов он был переведён для отбытия дальнейшего наказания в исправительную колонию № 6 Управления Федеральной службы исполнения наказаний по Оренбургской области, более известную как «Чёрный дельфин». Отбыв в тюремном заключении 20 лет, 66-летний Яхия Мурсалимов подал в Соль-Илецкий районный суд кассационную жалобу с просьбой смягчить приговор. Мурсалимов в связи с изменениями в уголовном законодательстве требовал исключить из приговора указания на признание осуждённого особо опасным рецидивистом и на отягчающее обстоятельство — совершение преступления в нетрезвом виде, что позволило бы добиться переквалификации его деяния и отмены уголовного наказания в виде пожизненного лишения свободы, однако Соль-Илецкий районный суд его жалобу в конечном итоге отклонил.